# Dommartin-sous-Hans
Dommartin-sous-Hans é uma comuna francesa na região administrativa do Grande Leste, no departamento de Marne. Estende-se por uma área de 6.49 km², e possui 57 habitantes, segundo o censo de 2018, com uma densidade de 8.8 hab/km².